# Вок

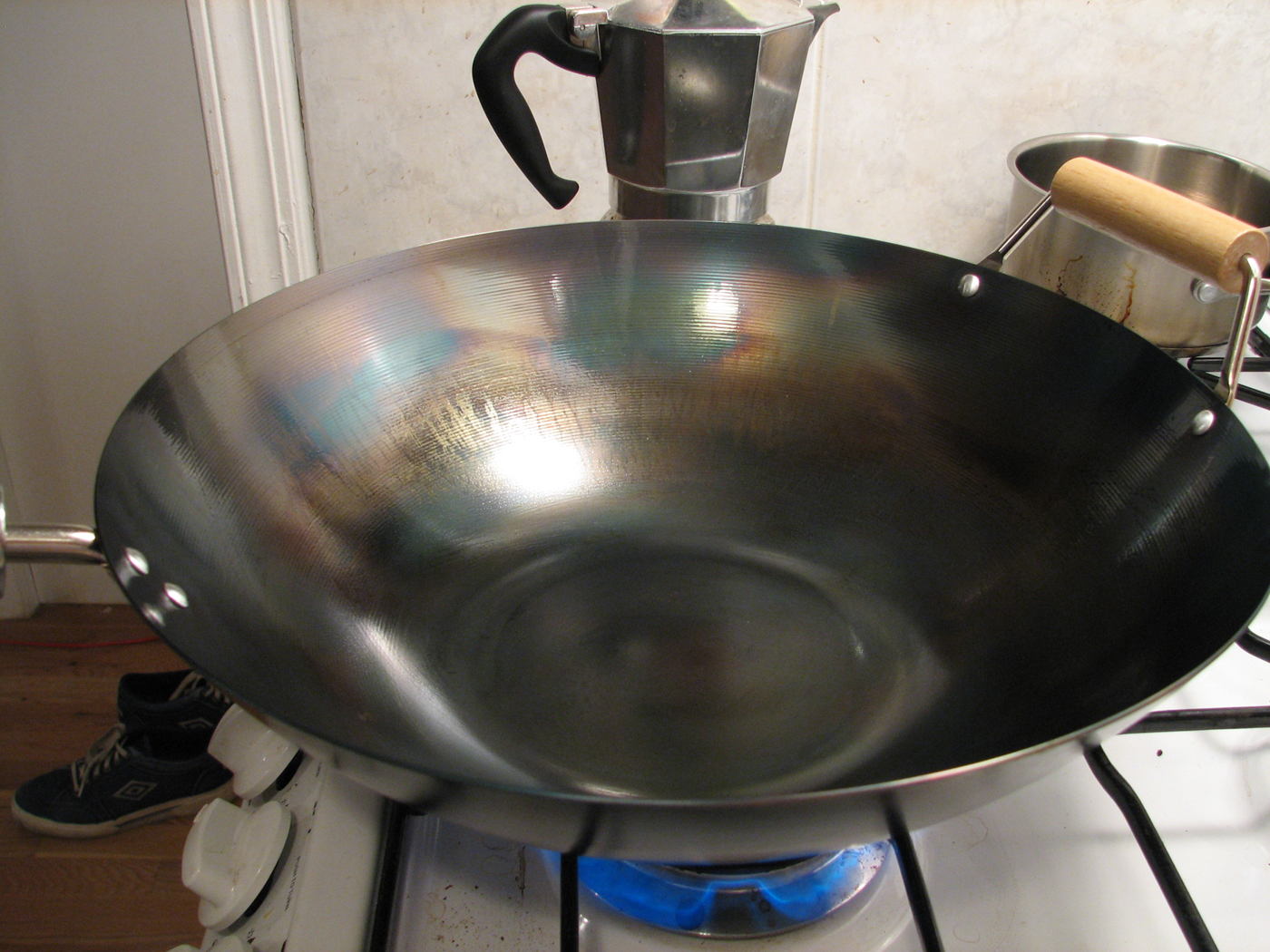

Вок (кантон. иер. 鑊, ютпх. wok6) — круглая глубокая китайская сковорода с выпуклым дном маленького диаметра, способ приготовления в такой сковороде, а также блюда, приготовленные таким способом.

## Этимология названия
В своей книге 1988 года The Food of China Э.Н Андерсон говорит о происхождении названия: 
«Вок» — кантонское слово, в мандаринском языке он называется «го» (鍋). Вок появляется в китайской кухне относительно недавно, порядка двух тысяч лет назад, со времён эпохи Хань. Примерно с этих же пор подобная форма сковородки появилась в Индии и Юго-Восточной Азии (где она в ряде языков известна как «куали»).
Оригинальный текст (англ.)Wok is a Cantonese word; the Mandarin is Kuo. The wok appears to be a rather recent acquisition as Chinese kitchen furniture goes; it has been around for only two thousand years. The first woks are little pottery models on the pottery stove models in Han Dynasty tombs. Since the same sort of pan is universal in India and Southeast Asia, where it is known as a Kuali in several languages

## Разновидности
Ключевая характеристика вока — его форма. Классический вок имеет круглую форму со сферическим дном. 

### Традиционный вок
В отличие от «западных» сковородок, традиционный вок имеет сферическую форму без плоского днища. По азиатской традиции вок использовался для приготовления пищи на открытых угольных плитах. При этом вок устанавливался в меньшее по диаметру отверстие верхней панели плиты, что обеспечивало ему достаточную устойчивость. Угольные плиты обеспечивали при относительно небольшом расходе топлива нагрев до очень высоких температур.

### Вок с плоским днищем
В современных условиях вместо открытой угольной плиты для приготовления пищи на традиционных сковородках вок используются специально сконструированные газовые и электрические плиты. Но так как в подавляющем большинстве кухонь, как домашних, так и на предприятиях общественного питания, специальные плиты отсутствуют, для широкого применения выпускаются варианты сковородок вок со сглаженным, то есть более плоским днищем. Однако, такие воки не обеспечивают в полной мере температурный режим, присущий конструкции сферического оригинала.
Для использования сковородок вок на «обычной» кухне производится ряд принадлежностей: кольца для удержания полусферического вока на варочной поверхности (wok ring), подставки, решетки и специальные горелки повышенной мощности (wok burner).
Поскольку настоящий вок нагревается до температуры свыше 250 градусов Цельсия, он не имеет антипригарного покрытия: таким покрытием выступает поверхность правильно состаренного (seasoned) вока.

### Индийский вок
В Индии существует две разновидности вок: традиционный с широкими краями (тамильский) и меньшего диаметра (кахари).

## Характеристики

### Материалы
Наиболее распространёнными на сегодняшний день материалами для изготовления воков являются высокоуглеродистая сталь и чугун. Также воки изготавливаются, к примеру, из алюминия и нержавеющей стали.

#### Высокоуглеродистая сталь
На сегодняшний день высокоуглеродистая сталь является наиболее широко используемым материалом для изготовления воков. Это относительно недорогой материал, при этом лёгкий, обеспечивающий быстрый нагрев (в силу не очень высокой теплоёмкости) и при этом довольно долговечный. С другой стороны, в отличие от чугунных, рабочие поверхности стальных воков хуже карбонизируются, а карбонизация снижает как пригорание пищи, так и её металлический привкус.
Стальные воки могут сильно различаться по цене, качеству и дизайну. Изделия наиболее низкого качества обычно штампуются, причём в один слой металла. Недорогие воки чаще теряют форму, кроме того на них часто обнаруживается участок перегрева. Продукция более высокого качества массово производится из более толстых листов  стали. Самые лучшие и дорогие воки почти всегда делаются вручную

##### Чугун
На рынке присутствуют два типа чугунных воков. Изделия, произведённые в Китае, имеют очень малую (не более 3 мм) толщину —  и, соответственно, небольшой вес, сравнимый с воками из стали аналогичного размера. Чугунные воки, изготовленные на Западе, обычно значительно толще (до 9 мм) и массивнее. Большая толщина приводит к тому, что вок гораздо медленнее разогревается, а значительная масса крайне осложняет использование стир-фрай-техники бао, при которой содержимое сковороды перемешивается посредством подбрасывания.  
Чугунные воки, в сравнении со стальными обеспечивают образование более плотного слоя карбонизации, который уменьшает уровень пригорания продуктов.  Также они превосходят модели из стали по удержанию и распределению тепла, но уступают в скорости реакции на изменению нагрева и охлаждения. В связи с этим пища, доведенная до готовности, должна быть максимально быстро убрана из вока. Что до китайских изделий, то они более хрупкие и могут разрушиться при падении или неправильном обращении.

##### Антипригарное покрытие
В последние годы большую популярность приобрели, начав свой путь на Западе и распространившись потом и на Востоке, стальные воки с антипригарным покрытием (к примеру, PFA и Teflon). Такие воки не следует употреблять в сочетании с металлической кухонной утварью, а пищевые соки, как правило, не покидают продукты, которые не пригорают. В связи с ненужностью карбонизированного слоя, у таких изделий нет специфического «дыхания вока» ("wok hei").  Современные воки с антипригарным покрытием выдерживают температуру до 260° и подходят для приготовления пищи в классическом стиле стир-фрай.  
В последнее время появились воки с наплавками, а также с пятислойным покрытием «сэндвич», включая толстый слой алюминия или меди в середине. Воки с наплавкой могут стоить в 5-10 раз дороже обычных, однако преимущества их в готовке не очевидны: с этим связано то, что в профессиональной ресторанной кухне такие изделия используются достаточно редко. Кроме того, такие изделия более медленно разогреваются и не подходят для приготовления в технике стир-фрай.

#### Алюминий
Также воки делаются из алюминия. Алюминий отлично проводит тепло, быстро охлаждается и подходит для изготовления очень тонких изделий, годящихся как для газовых, так и для электрических плит; однако такие воки слишком мягкие и легко деформируются.

### Ручки
Существуют два вида ручек воков: обычная рукоятка и расположенные на противоположных сторонах изделия петли-«ушки» (как на обычной кастрюле); петли-«ушки»  характерны для южного Китая.  Небольшие петли из металла привариваются или приковываются к корпусу. При приготовлении еды они сильно нагреваются, и повару приходится использовать «прихватку» (обычно полотенце). Перемешивание пищи в воке с петлями не очень удобно и требует немалой физической силы.
Обычные ручки обычно делаются длинными, из металла (но могут быть, к примеру, и деревянными или покрытыми пластиком) и привариваются/приковываются к корпусу вока. Они более распространены в северном Китая, где пищу в большей степени перемешивают путём подбрасывания при приготовлении пищи стир-фрай ( в технике «бао»). Благодаря своей популярности в северном Китае, изделия с такой ручкой иногда называют "pao woks" или даже "Peking pans". Подобные ручки обычно не используют с чугунными воками из-за этих большого веса. В воках большого диаметра в дополнение к рукоятке напротив неё делают дополнительную небольшую ручку, которая помогает удерживать вок.

## Приготовление пищи в воке
Температура вока является самым важным параметром при приготовлении пищи. Нормальная температура определяется по наличию белого дыма от масла; также бамбуковые палочки, опущенные в правильно разогретый вок, начинают «кипеть».
На сильно разогретом воке процесс приготовления пищи происходит согласно эффекту Лейденфроста. То есть пища не пригорает к поверхности металла, так как постоянно парит над ней.
Плохо разогретый вок ведёт себя как большая железная сковородка с высокими стенками, при этом пища к нему сильно пригорает вне зависимости от количества растительного масла.
Мощности многих электрических плит недостаточно для нормального разогрева вока до необходимых температур. От мощности плиты зависит требуемый объём масла. Чем меньше тепла получает вок, тем больший объём масла придется использовать и тем дольше придётся ждать, пока вок разогреется.
Приготовление больших порций в воке возможно только при использовании специальной газовой горелки или угольной печи (в среднем на газовой плите мощностью 2,5 кВт можно приготовить 200-250 г готового блюда за раз).

## Печки, плиты и горелки для приготовления пищи в воке

### Газовые плиты
Воки традиционной формы могут использоваться на некоторых газовых плитах «западного» образца: для этого нужно снять защиту горелки, а на её место поставить специальное «кольцо для вока» — своего рода переходник, который даёт возможность устойчиво поставить вок на горелку и обеспечить ему должную концентрацию тепла. Уступая классическому китайскому дизайну печек, такой подход всё же позволяет решать большинство кулинарных задач.
Обычно кольца для воков имеют цилиндрическую или коническую форму. Для большей эффективности коническое кольцо можно перевернуть широкой стороной вверх: это позволяет основанию находиться ближе к источнику огня.
В последние годы появились газовые плиты и горелки повышенной мощности для использования вне помещений. Изделия особого дизайна могут даже входить в состав более сложных кулинарных конструкций, однако их мощность всё равно не превосходит 8 КВт. При этом многие шеф-повара на Западе предпочитают приготовление в любых воках именно на открытом воздухе.

### Электричество
Воки (как классической формы, так и, в меньшей степени, с плоским дном) плохо подходят для приготовления стир-фрай на электрической плите.  Причина очевидна: электроплиты не дают необходимого быстрого нагрева. В сочетании с низкой теплоёмкостью воков, это приводит к тому, что пища не жарится, а скорее тушится или даже варится; при этом пропадает и эффект wok hei. Однако если вок используется для приготовления пищи в другой, более медленной  технике (к примеру, варка или тушение), то, напротив, появляется дополнительное удобство.
Относительно новым изобретением является электрический вок: в этом случае плита вообще не нужна. В этом случае тепловой элемент находится в самом корпусе вока, а электричество прибор получает напрямую, «из розетки». Такие изделия, однако, могут использоваться только при приготовлении пище при более низких температурах, чем в традиционных воках.

## Преимущества приготовления пищи в воке
Основное преимущество вока, из которого проистекают все остальные — его вогнутая форма, благодаря которой в центре его дна есть небольшая область повышенной температуры, где пища обжигается при сравнительно небольшом расходе топлива. Большие наклонные края упрощают перемещивание пищи (особенно в технике подбрасывания): уменьшается вероятность проливания пищи, выше безопасность для повара. В воке классической формы, в отличие от сковороды, не нужно собирать ингредиенты, к примеру, стир-фрая в центре (в отличие от сковороды): это происходит за счёт гравитации. При этом изогнутые стенки (в отличие от как правило вертикальных бортиков «западных» сковород и сотейников) дают возможность аккуратно сдвигать обожжёные ингредиенты в область с меньшей температурой, давая возможность поместить в центр другие ингредиенты. В числе прочего, такая техника позволяет небольшими порциями добавлять масло, что существенно при употреблении техники жарки во фритюре.

## Скоростной съезд на воках
В Германии придумали использовать вок в качестве ледянки для спуска по бобслейному жёлобу. Для этого используют специально модифицированный вок.